# Rhamphomyia rostrifera
Rhamphomyia rostrifera är en tvåvingeart som beskrevs av Mario Bezzi 1912. Rhamphomyia rostrifera ingår i släktet Rhamphomyia och familjen dansflugor.
Artens utbredningsområde är Taiwan. Inga underarter finns listade i Catalogue of Life.